# Байчоров, Бекмырза Ожаевич
Бек-Мырза Ожаевич Байчоров (карач.-балк. Байчораланы Ожайны джашы Бекмырза; ?—?) — карачаевский дворянин, основоположник массового молочного производства в Карачае. Считается, что именно он выдал рецепт кефирного грибка Ирине Сахаровой, после чего кефир обрёл популярность по всей России и Европе.

## Биография
Родился во второй половине XIX века. Организовал скотозавод, молочное производство в Малом Карачае, поставлял продукцию в район Кавказских минеральных вод.

Во второй половине XIX века Российские врачи по достоинству оценили полезные свойства кефира. Первое официальное обращение принадлежит тифлисскому врачу Джогину. Кефир довольно бурно обсуждался в научных кругах, существовал даже термин «кефирный вопрос».

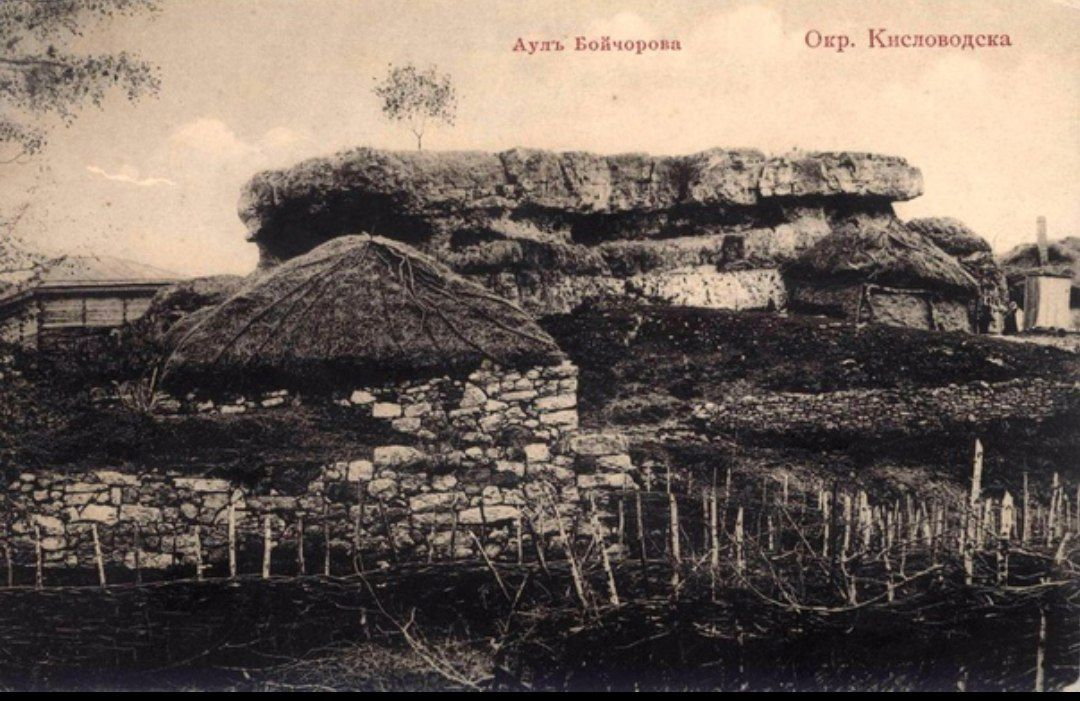
Аул Байчоровых в окрестностях Кисловодска

В начале XX века Всероссийское общество врачей обратилось известному и богатому московскому молокозаводчику Н. Бландову с просьбой оказать помощь в поиске кефирных грибков.
На Кавказ, в окрестности Кисловодска отправилась работница компании Ирина Макарова в поместье Бекмурзы Байчорова, который поставлял молоко для Бландова. По одной из версий, Бекмырзе понравилась Ирина и он решил её украсть по обычаю карачаевцев, но был арестован подоспевшими из Кисловодска жандармами. Во время суда Ирина Макарова (в замужестве Сахарова) согласилась простить горца, но только если ей отдадут кефирный грибок, который назывался у карачаево-балкарцев «гыфы айран».
Тем не менее, потомок Бекмырзы Байчорова Алимурат Абуюсуфович Текеев отрицает факт задержания, по его версии Бекмырза добровольно выдал грибок кефира в знак гостеприимства.

Молочные продукты Байчоровых

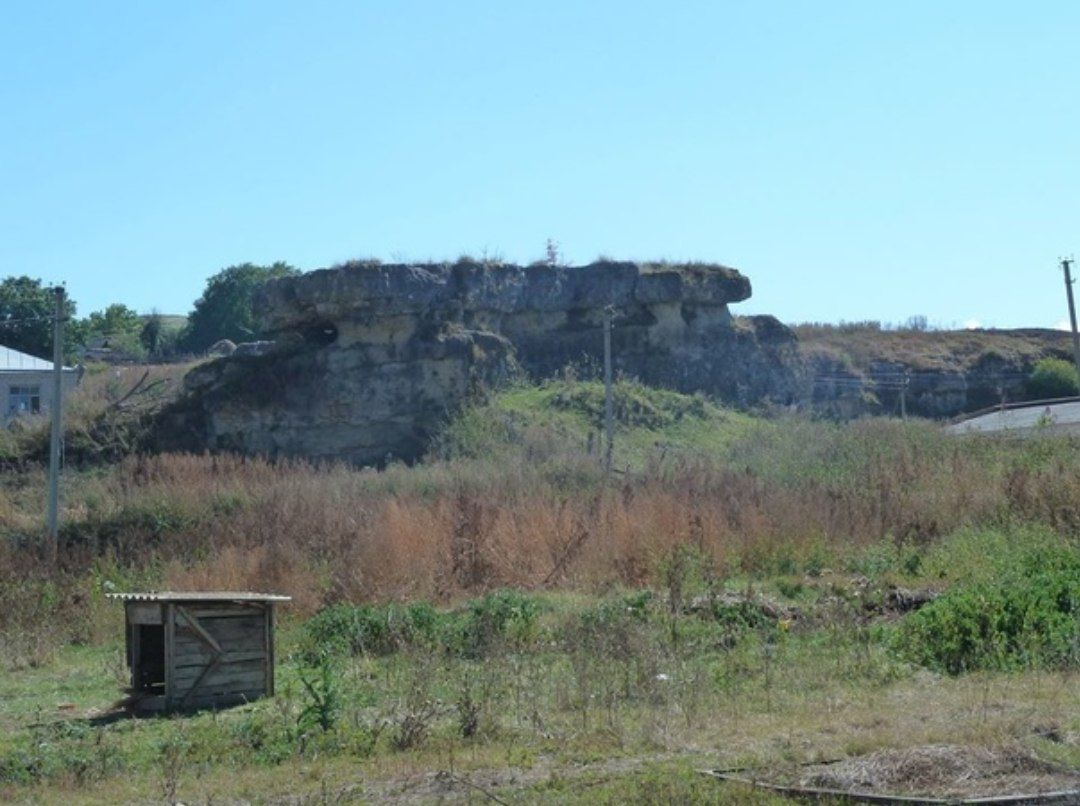
Развалины Байчоровского аула